# Фальстаф (опера)
«Фальстаф» (італ. Falstaff) — опера на 3 дії італійського композитора Джузеппе Верді, охарактеризована ним як лірична комедія. Лібрето Арріґо Бойто за п'єсами Шекспіра «Генріх IV» та «Віндзорські насмішниці». Остання опера Верді, друга з двох його комедій, третя його опера на сюжет Шекспіра.
Перше представлення відбулося 9 лютого 1893 року в театрі «Ла Скала» у Мілані.

## Дійові особи
- Сер Джон Фальстаф, товстий лицар — баритон.
- Форд, багач — баритон.
- Місіс Аліса Форд, його дружина — сопрано.
- Нанетту, їх дочка — сопрано.
- Місіс Мег Пейдж — мецо-сопрано.
- Місіс Квіклі — мецо-сопрано.
- Фентон, коханий Нанетту — тенор.
- Доктор Каюса — тенор.
- Бардольф, слуга Фальстафа — тенор.
- Пістоль, слуга Фальстафа — бас.
- Господар таверни «Орден підв'язки» — без слів.
- Робін, паж Фальстафа — без слів.

## Зміст
Дія I
Кімната в таверні «Орден підв'язки». Фальстаф випиває в компанії Пістоля, Бардольфа і шинкаря, коли несподівано з'являється доктор Каюса і звинувачує його в пограбуванні, але, до загальної радості, доктор негайно вигнаний. Фальстаф вручає своїм слугам листа для місіс Форд і місіс Педж. Листи запевняють цих шанованих жінок у любові до них старого п'яниці і призначені спокусити їх (насправді Фальстаф робить це за гроші). Бардольф і Пістоль відмовляються, посилаючись на свою честь. Вручивши листи своєму Пажу, чимало здивований Фальстаф жене слуг, кажучи, що честь — це тільки слово ('Che dunque l'onore? Una parola!').
Сад Форда. Аліса Форд і Мег Педж обговорюють отримані ними любовні листи з абсолютно ідентичним змістом. Обмінявшись ними, вони разом з містріс Квіклі вирішують покарати старого гріховодника. Трійця також обурюється містером Фордом, що вирішили видати Наннетту за француза, доктора Каюса, і вирішують запобігти цьому. З'являється Фентон і говорить з Наннеттою. Повернувшись, куми вирішують передати через покоївку свою згоду Фальстафу. Тим часом, Бардольф і Пістоль інформують Форда про наміри Фальстафа, і пропонують йому бути присутнім при покаранні лицаря. Форд, місіс Форд і місіс Педж хочуть його провчити.
Дія II
Та ж кімната в трактирі, що і в першому акті. Бардольф і Пістоль, роблять вигляд, що каються в своїх колишніх провінностях перед Фальстафом, і оголошують про прихід містріс Квіклі, яка доставила Фальстаф запрошення. Її супроводжує містер Форд під виглядом якогось синьйора Фонтани і пропонує Фальстаф гроші, щоб той звів його з місіс Форд. Фальстаф з радістю погоджується. Поки він вбирається в чудове вбрання, Форда мучають ревнощі ('È sogno o realtà?').
Кімната в будинку Фордів. Містріс Квіклі оголошує про прибуття Фальстафа. Тим часом місіс Форд вже принесла великий кошик для одягу. Фальстаф намагається спокусити поважну городянку, але моментально затихає, як тільки Містріс Квіклі оголошує про прихід містера Форда. Поки розгніваний Форд з друзями шукає Фальстафа, той устигає сховатися за порадою місіс Форд у кошик. У цей момент Фентон і Наннетта цілуються за сценою; почувши звук, Форд кидається туди, але замість очікуваного Фальстафа виявляє Фентона, якого негайно виганяє. Коли Форд знову приступає до пошуку, вміст кошика разом з Фальстафом викинуто в болото на вулицях, де люди потішаються над Фальстафом.
Дія III
Перед трактиром. Похмурий Фальстаф проклинає плачевний стан цього світу. Однак незабаром глінтвейн покращує його настрій. Товстун знову отримує записку через містріс Квіклі, що підслухала Форда. Фальстаф відгукується на цей сумнівний лист, і йде, обіцяючи виконати всі умови — прийти до Гернського дубу одягненим як Чорний Мисливець. Квіклі, Форд і Каюса придумують, як провчити старого ненажеру. Доктору Каюса запропоновано в той же час обвінчатися з Наннеттою. Форд пояснює, що та буде переодягнена. Все це чує Квіклі.
У дуба Герна у Віндзорському парку. Місіс Форд і місіс Педж наряджають Фентона як монаха і домовляються з ним, що він зіпсує плани Каюса. З'являється одягнений мисливцем Фальстаф. Його залицяння до місіс Форд несподівано перериваються появою віндзорців, переодягнених відьмами, ельфами і феями. Вони неабияк луплять Фальстафа, після чого знімають маски. Форд переможно виводить доктора Каюса і даму в масці, яка на перевірку виявляється Бардольфом. Входять чернець-Фентон і казкова цариця-Наннетта, які щойно побралися. Форд змушений визнати свою поразку і дає згоду на їхній шлюб. Фальстаф, задоволений тим, що обдурили не тільки його, проголошує у фіналі, що весь світ — це лише жарт! (Tutto nel mondo è burla)

## Популярні арії
- «L'onore! Ladri!» — Фальстаф, I дія, 1 сцена.
- «È sogno? o realtà» — Форд, ΙΙ дія, 1 сцена.
- «Va, vecchio John» — Фальстаф, II дія, 1 сцена.
- «Quand'ero paggio del Duca di Norfolk» — Фальстаф, II дія, 2 сцена.
- «Dal labbro il canto estasiato vola» — Фентон, III дія, 2 сцена.
- «Sul fil d'un soffio etesio» — Наннетта, III дія, 2 сцена.

## Склад оркестру
Опера «Фальстаф» написана для 3 флейт (у тому числі 1 флейта-піколо), 2 гобоя, англійського ріжка, 2 кларнетів, бас-кларнета, 2 фаготів, 4 валторн, 3 труб, 3 тромбонів, бас-тромбона, туби, литавр, ударних (трикутник, тарілки, бас-барабан), арфи і струнних стандартного складу. Крім того, гітара, мисливський ріг і дзвін звучать з-за лаштунків.

## Аудіозаписи
Дж. Верді. «Фальстаф».
- Фальстаф — Герайнт Еванс, Аліса — Ільва Лігабуе, Форд — Роберт Мерілл, Квіклі- Джульєтта Сіміонато, Наннетта- Мірелла Френі, Фентон- Альфредо Краус, Мег Педж- Розалінда Елайас, хор і оркестр RCA Italiana Opera, диригент — Георг Шолті, 1963 рік.
- Фальстаф — Тіто Гоббі, Аліса — Елізабет Шварцкопф,Форд — Роландо Панераі, Квіклі- Федора Барб'єрі, Наннетта — Ганна Моффіт, Фентон — Луїджі Альва, Мег Педж- Нан Меріман, Каюса — Томазо Спатар, Бардольфо — Ренато Ерколані, Пістоль — Нікола Заккаріа, хор і оркестр Лондонської філармонії, диригент — Герберт фон Караян, 1956 рік.
- Фальстаф — Віктор Нечіпайло, Аліса- Галина Вишневська, Форд- Володимир Валайтіс, Мег Педж- Ірина Архипова, Нанетту- Марія Звездін,Квіклі- Валентина Левко, Фентон- Євген Райков, хор і оркестр Великого театру СРСР, диригент — Олександр Мелік-Пашаєв.